# 假金星介属
假金星介屬（學名：Pseudoeucypris）是甲殼亞門介形綱速足介目之下的一個属。該屬目前只有一個現生種，其餘成員皆為化石種。

## 物種
- 飛來山假金星介 Pseudoeucypris feilaishania Hu & Tao, 2008
- Pseudoeucypris pagei (Swain, 1956)[2]